# Histoplasmos

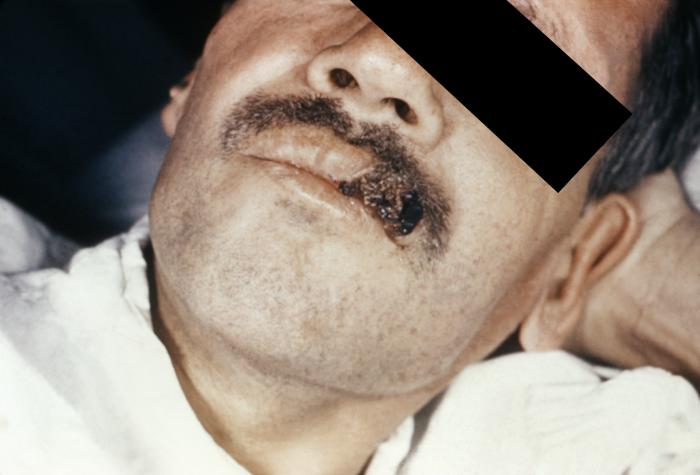
Synliga skador på vänstra delen av överläppen, orsakade av Histoplasmos

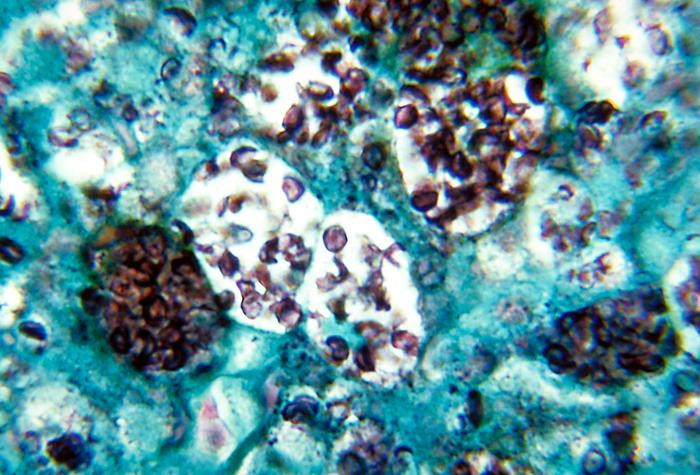
Mikroskopisk bild av smittämnet, Histoplasma capsulatum

Histoplasmos är en sjukdom som orsakas av svampen Histoplasma capsulatum. Symtomen från denna infektion är mycket varierande, men den påverkar framför allt lungorna. Ibland påverkas andra organ och denna sjukdom kan orsaka döden om den inte behandlas. 
Histoplasmos är vanlig bland AIDS-patienter på grund av deras svaga immunsystem. Hos personer med normalt fungerande immunsystem uppstår som en följd av infektionen ett begränsat immunskydd mot skador av efterföljande infektioner. 
Histoplasma capsulatum finns i jord, ofta i samband med spillning från fladdermöss eller fåglar. Störning av jorden, som uppkommer till exempel vid grävning eller byggarbete, kan frigöra smittan så att den kan inandas och slå sig ned i lungan.